# سد تیم‌باله
سد تیم‌باله (به لاتین: Ntimbale Dam) یک سد در بوتسوانا است که در ناحیه شمال شرقی (بوتسوانا) واقع شده‌است.